# Tarján Imre (újságíró)
Tarján Imre (Debrecen, 1910. július 11. – Budapest, Józsefváros, 1969. március 1.) újságíró.

## Élete
Tarján (Erber) Leó (1880–1943) ügyvéd, kormányfőtanácsos és Darvas Alice (1888–1959) gyermekeként született. Ötéves korában szülei elváltak. Unokabátyja Tarján György (1909–1988) szülész-nőgyógyász, énekes-színész.
A Debreceni Izraelita Hitközség Elemi Iskolájában tanult. Újságíró pályafutását egyetemista korában kezdte. Mestere, példaképe és barátja Bálint György volt. A második világháború alatt Londonban a BBC Magyar Osztályánál dolgozott. A felszabadulást követően a Magyar Néphadsereg szolgálatába lépett, és alezredesi rangban szerelt le. Az 1956-os forradalmat követően a Magyar Rádió, majd az Esti Hírlap főmunkatársa volt, később a Nők Lapja szerkesztőbizottságához csatlakozott. Ezután a Világosságnál dolgozott. A Tükör című hetilap megindulásakor a külpolitikai rovat vezetője lett.
Halálát szívroham okozta kedvenc csapata, az MTK hazai pályán tartott mérkőzése alatt.
Felesége Müller Valéria volt (1966-tól).
A Farkasréti temetőben helyezték nyugalomra.

## Díjai, elismerései
- Magyar Köztársasági Érdemérem arany fokozata (1948)[10]